# Голоулина, Галина Павловна
Галина Павловна Голоулина (14 февраля 1913 — 21 октября 1977) — советский инженер-химик, лауреат Ленинской премии (1967).

## Биография
Родилась в Московской губернии.
Окончила Московский институт тонкой химической технологии им. Ломоносова (1939).
В 1939—1943 годы — в Тульской области и на Ярославском шинном заводе.
С 1943 по 1974 год работала на Кировском шинном заводе. Последняя должность — главный инженер.
В 1960 году возглавила созданный на шинном заводе на общественных началах институт совершенствования производства.
Делегат ХХIII съезда КПСС.

## Звания и награды
Ленинская премия 1967 года — за разработку конструкций и технологического процесса производства грузовых автомобильных шин с меридиональным направлением нитей корда в каркасе (типа P) и их внедрение в народное хозяйство.
Награждена орденами Ленина, Трудового Красного Знамени, медалями.